# حسنجان‌کوه
حسنجان‌کوه یکی از روستاهای استان آذربایجان شرقی است که در دهستان رازلیق بخش مرکزی شهرستان سرآب واقع شده‌است.